# Richard Kiel
Richard Dawson Kiel, född 13 september 1939 i Detroit, Michigan, död 10 september 2014 i Fresno, Kalifornien, var en amerikansk skådespelare.

## Biografi
Richard Kiel led av akromegali och var 218 cm lång. Han var främst känd för rollen som den ståltandade skurken Jaws (Hajen), James Bonds nemesis i Älskade spion (1977) och Moonraker (1979), där han dock framstår som mer komisk och slutligen går över till den "goda sidan" samt får en flickvän. Trots att han medverkade i två Bondfilmer, hade han totalt endast en replik.
Kiel medverkade även i ett antal lågbudgetfilmer, bland annat som titelrollen i filmen Eegah (1962) samt gästroller i TV-serier. Kiel har senare även medverkat i filmer som Cannonball Run II och Styrka 10 från Navarone. 2007 var Kiel aktuell i TV-serien Welcome to Sweden där han reste runt i Sverige tillsammans med Verne Troyer från Austin Powers.
Vid en bilolycka 1992 fick Kiel svåra skallskador och därmed försämrad balans.
Kiel var pånyttfödd kristen och menade att Gud hjälpt honom att övervinna sitt alkoholberoende.
Han avled av en hjärtinfarkt tre dagar före sin 75-årsdag.

## Filmografi i urval
- Eegah (1962)
- A Man Called Dagger (1968)
- Skidoo (1968)
- Deadhead Miles (1972)
- Dubbelspel i väst (1975-76) (TV-serie)
- Chicago-expressen (1976)
- Älskade spion (1977)
- Styrka 10 från Navarone (1978)
- Moonraker (1979)
- Robotkriget (1979)
- Cannonball Run II (1984)
- Pale Rider (1985)
- Happy Gilmore (1996)